# Шведська мова
Шведська мова (швед. svenska [ˈsvɛ̂nːska] ( прослухати)) належить до північногерманських мов, нею розмовляють понад 9 мільйонів людей, здебільшого — у Швеції та Фінляндії, де вона має рівні права поруч із фінською мовою. Шведська мова великою мірою є взаємно зрозумілою з норвезькою та данською мовами. Подібно до інших північногерманських мов шведська походить від давньоскандинавської мови, що нею розмовляли германці Скандинавії в епоху вікінгів. Станом на сьогодні шведська мова є найпоширенішою з північногерманських мов за кількістю носіїв.
Літературна шведська, що нею розмовляють здебільшого шведи, є національною мовою, що походить від центральношведських діалектів 19 століття, а міцно вона утвердилась на початку 20-го століття. Хоча й досі існують місцеві різновиди мови, що походять від давніших сільських діалектів, усна та письмова мова є уніфікованою та стандартизованою.

## Класифікація
Шведська мова належить до індоєвропейської мовної родини германської мовної групи та північногерманської підгрупи (скандинавських мов). Разом з данською мовою шведська належить до ще вужчої групи східноскандинавських мов, до іншої — західноскандинавської — відносяться норвезька, фарерська та ісландська мови.

## Історія
З початку нашої ери до ІХ століття у скандинавських країнах розмовляли приблизно однією мовою, яку називають протоскандинавською. Вона збереглась у невеликій кількості рунічних написів того періоду.
В епоху вікінгів (800—1050) скандинави продовжували говорити практично однією мовою, яку за традицією звуть «данською», але в цей час вже з'явились особливості, що дозволяють розрізнити шведську, данську та норвезьку. Збереглися тисячі каменів з рунічними написами ХІ століття, що є підґрунтям таких висновків.
Як й інші мови, шведська багато запозичувала, проте завжди залишалась самодостатньою. З приходом християнства у шведській з'явилось багато латинських та грецьких слів, наприклад:
- kyrka (церква)
- präst (священик),
- mässa (меса),
- paradis (рай).

Протягом Середньовіччя континентальні впливи не послаблювались і письмова мова отримала багато від складної структури речення та заплутаної фразеології латини, що частково збереглось і до наших днів. Також величезний вплив на шведське суспільство мала міська культура ганзійських купців, писемні германомовні купці Ганзи з Любеку та Гамбургу внесли в шведську більш за будь-що в її історії. Багато скандинавських слів витіснено германізмами:
- vindöga — вікно на даху («око вітру») було замінено на fönster (нім. Fenster, вікно) у стіні.
- eldhus («вогняний дім») став kök (нім. Küche, кухня)
- mö (дівиця) стала jungfru
- börja (розпочинати) стало begynna,
- gälda стали betala
- mål та tunga (мова, наріччя) стали språk.

Мовою науки та освіти століттями була латина. Та протягом XVII століття, коли Франція Луї XIV була головною країною Європи, французька стала мовою з вищим статусом, і її вплив в освіті та культурі зростав до XVIII. Нові запозичені слова (фонетично адаптовані до шведської) добре відображають культуру, що імпортувалась:
- modern (сучасний)
- journalist (журналіст)
- möbel (меблі)
- balkong (балкон)
- salong (салон)
- garderob (гардероб)
- mustasch (вуса)
- parfym (парфуми)
- sås (соус)
- kastrull (каструля)
- balett (балет)
- ridå (театральна завіса)
- pjäs (п'єса)
- roman (роман)

У XIX століття на шведську почала впливати англійська. Головним чином у сферах пов'язаних з індустріалізацією, подорожами та спортом:
- jobb (робота)
- strejk (страйк)
- bojkott (бойкот)
- räls (залізниця)
- lokomotiv (локомотив)
- turist (турист)
- sport (спорт)
- rekord (рекорд)

## Поширеність
Шведська мова — державна мова Швеції і Фінляндії (поряд із фінською). Вона є рідною для 90% населення Швеції, (більш ніж для 9 мільйонів людей) та, на сьогодні, для 5,2 % населення Фінляндії (290 000 людей). Близько 25000 з них проживають на повністю шведськомовних Аландських островах. Також, ще з середньовіччя, існували шведськомовні громади в Естонії, але вже після Другої світової війни вони майже зникли. Після російсько-шведської війни, з українським походом короля Карла[джерело?], кілька шведських поселень залишилось і в Україні, зокрема у центрі та на півдні (Старошведське).
З XIX століття до Другої світової війни більш ніж мільйон шведів емігрували, переважно до Північної Америки. Можна нарахувати кілька сотень тисяч людей, що розмовляють зараз шведською у різних частинах світу.
Шведська — скандинавська мова, що належить до германської гілки індоєвропейської родини мов. Вона близька до данської та норвезької, але інші скандинавські мови — ісландська та фарерська — досить віддалені, бо зберегли архаїчний характер. З цієї причини скандинавську групу іноді поділяють на західну та східну підгрупи. До східної належить шведська з кількома різновидами, норвезька, данська та ютська (ютландська), до західної належать ісландська, фарерська та інші.

## Графіка
Графіка шведської базується на латинській абетці. Перше, що привертає увагу іноземців у письмовій шведській — це вживання літер Å,å, Ä,ä та Ö,ö.
Двокрапка широко застосовується для позначення скорочень (замість пропущених літер, як в українській мові дефіс)

## Фонетика
Å вимовляється як голосні в англійських словах more, hot; ä як в словах best, care; ö як у французьких словах bleu та bœuf. Особливістю фонетики є наявність протиставлення довгих/коротких звуків (як голосних так і приголосних), такі унікальні звуки як [y], [ш:] та [u].

## Лексика

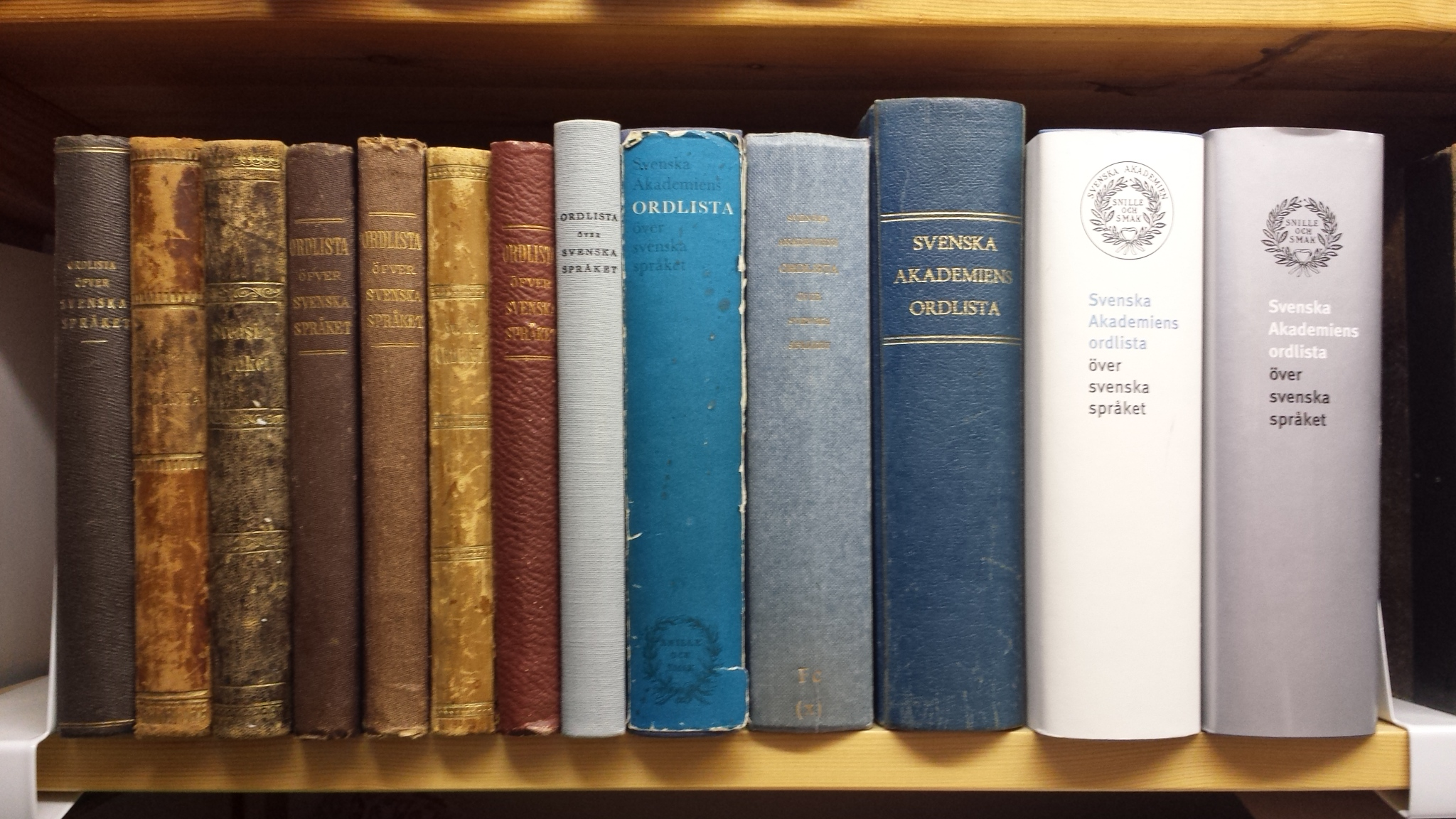
SAOL, вид. 1—13

- Орфографія - Svenska Akademiens ordlista över svenska språket (SAOL; 1. вид. 1874 р.; 14. вид. 2015 р., 1596 стр.)
- Етимологія - Svenska Akademiens ordbok (SAOB; 37 томів, A—Vret, 1898—2017 рр.)

## Морфологія
Характерна особливість скандинавських мов — це означений артикль іменника у постпозиції, подібно до болгарської мови: man — mannen (англ.: man — the man), hus — huset (англ.: house — the house), hundar — hundarna (англ.: dogs — the dogs). Шведська також має подвійний означений артикль, наприклад: det lilla huset (англ.: the little house).
Система трьох граматичних родів: чоловічого, жіночого та середнього (han, hon, det — він, вона, воно), у стандартній шведській скоротилася до двох — загального та середнього (den та det). Шведи кажуть: «Båten? Den är blå» (Човен? Він блакитний / The boat? It's blue), але «Huset? Det är blått» (Будинок? Він блакитний / The house? It's blue). Якщо стать — важлива характеристика, то вживаються чоловічі й жіночі займенники: mannen — han, kvinnan — hon, hingsten — han, stoet — hon (чоловік — він; жінка — вона; кінь — він; кобила — вона).
У шведській залишилась й досі велика кількість варіантів утворення множини іменників: man — män (чоловік — чоловіки), hund — hundar (собака — собаки), gäst — gäster (гість — гості), kyrka — kyrkor (церква — церкви), äpple — äpplen (яблуко — яблука), hus — hus (будинок — будинки).
Шведська система словотвору дозволяє легке словоскладання, що спричиняє іноді створення довгих і незграбних слів, які можуть заміняти цілі словосполучення або речення. Наприклад, такі слова як resursallokering (розміщення ресурсів), ståndpunktstagande (прийняти точку зору), kvittblivningsproblematiken (набір проблем, призначених для усунення), та känsloidentifikation (емоційне впізнання) переповнюють офіційний та науковий стиль мови.
З іншого боку, словоскладання дозволяє легко створювати прості слова з новим значенням, наприклад: fulöl (дешеве й погане пиво), kramgo (обійми), skåpsupa (таємно випивати), strulputte (той, що все псує). У шведській поезії багато таких слів, вони дозволяють вкласти більше змісту в менше слів. Проте вони досить складні для перекладу у відповідному розмірі чи тоні, навіть такі повсякденні шведські висловлювання як solvarma smultron med kylskepskall fil — підрум'янені на сонці дикі полуниці з прохолодним філь (вид жирного скип'яченого молока).
Сьогодні шведські лінгвісти та консультанти з мовного вживання найбільш занепокоєні зростанням впливу англійської у науковому мовленні та деяких інших сферах. Вони шукають різні шляхи, щоб позбутися цього. Проте англійська не загрожує шведській так, як може здатися на перший погляд. Більшість шведів, попри все, не сприймають всі нововведення інтернаціоналізації, у їх світі словник ЄС ні до чого не придатний. Вони живуть у багатих лінгвістичних традиціях оповідей та пісень, жартів та прислів'їв. І хоч у мові молоді сьогодні, як і в будь-якій іншій країні, дуже багато виразів і речень англійською, шведська все ж залишається основою.

## Сучасна шведська мова

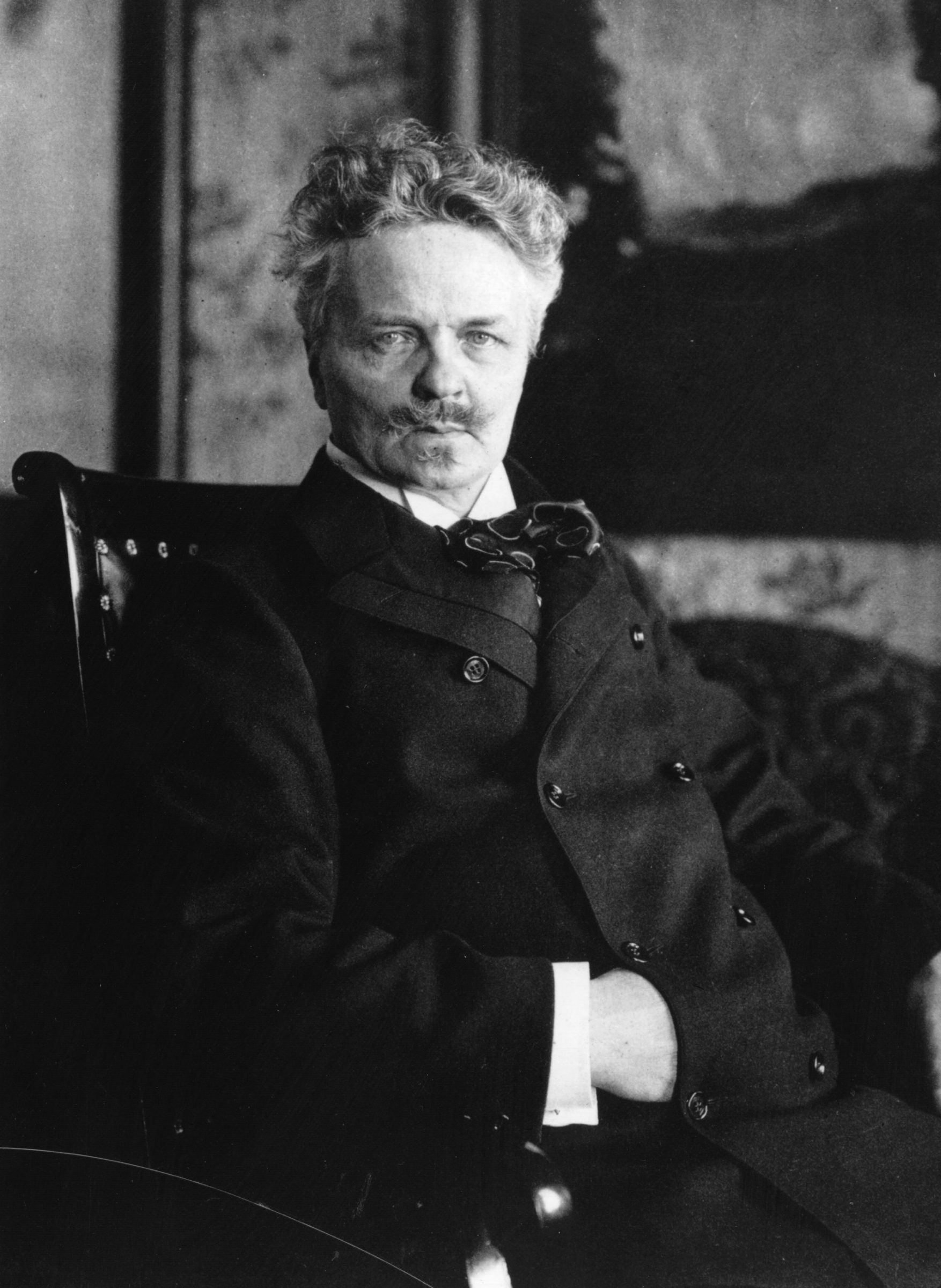
Августа Стріндберга часто вважають засновником сучасної шведської літератури

Мова, якою у Швеції говорять сьогодні, в лінгвістиці позначають терміном nusvenska («сучасна шведська», букв. «зараз-шведська»). З настанням в Швеції періоду індустріалізації та урбанізації в другій половині XIX століття нове покоління письменників залишило свій слід в шведській літературі. Багато письменників, вчені, політики мали великий вплив на нову національну мову, з них усіх Августа Стріндберга (1849—1912) часто називають найвпливовішим.
У XX столітті загальна, стандартизована національна мова стала доступна всім шведам. Орфографія нарешті була стабілізована і до моменту реформи правопису 1906 року стала практично однаковою, за винятком декількох невеликих відхилень. За винятком форм множини числа дієслів та трохи зміненого синтаксису (особливо в писемній мові) мова була такою самою, якою розмовляють в Швеції сьогодні. Форми множини дієслів залишалися в ужитку у формальній (та особливо письмовій) мові аж до 1950-х, коли вони нарешті були скасовані офіційно.
Дуже істотна зміна в шведській мові відбулася в 1960-х, так звана du-reformen (досл. укр. («ти-реформа»)). Раніше допустимою манерою звертання до осіб того самого або вищого соціального статусу було звернення за званням та прізвищем. Використання herr («пан»), fru («пані») або fröken («незаміжня панночка») вважалося прийнятним лише в першій розмові з незнайомцями невідомої професії, академічного ступеня або військового звання. Той факт, що до слухача бажано було звертатися в третій особі, ще більше заплутував усне спілкування між членами суспільства. На початку XX століття була зроблена спроба (але вона не мала успіху) замінити використання титулів та звань займенником Ni (стандартний займенник другої особи в множині) — аналогічно ситуації у французькій та російській мовах. У підсумку Ni стали використовувати як менш зухвалу форму du, що використовувалась для звертання до людей нижчого соціального статусу. З лібералізацією та радикалізацією шведського суспільства в 1950-ті та 60-ті роки раніше значні відмінності між соціальними класами стали менш важливими, і du стало стандартним звертанням навіть у формальному та офіційному контекстах.

## Вивчення
Шведська мова вивчається в Україні у шведській діаспорі (див. Старошведське—Зміївка) та у Швеції в українській діаспорі (див. Українці в Швеції). А також — дипломатами для роботи у Швеції, емігрантами для роботи і життя у Швеції, самим шведським народом.